# وش وضهر (مسلسل)
وش وضهر مسلسل دراما مصري من إخراج مريم أبو عوف وبطولة إياد نصار، ريهام عبد الغفور، إسلام إبراهيم، ثراء جبيل، محسن منصور، ومحمود قابيل، ومحمد فريد. وعبد العزيز الجبالي، صدر المسلسل على منصة شاهد في 27 يونيو 2022، ويتكون من 10 حلقات.

## ملخص القصة
بعد أن يسرق أموالا من الشركة التي يعمل بها، يسافر "جمال" لطنطا ويبدأ العمل كطبيب باسم مزيف، ولكن الممرضة التي يوظفها تخفي هي الأخرى سرا مهما.

## طاقم العمل
- إياد نصار بدور "جمال فرحات"
- ريهام عبد الغفور بدور "ضحى"
- إسلام إبراهيم بدور "عبده وردة"
- ثراء جبيل بدور "هبة"
- محسن منصور بدور "أبو براء"
- محمود قابيل بدور دكتور "جلال"
- عبد العزيز الجبالى بدور "عبد العزيز"
- رانيا زهرة بدور "اسراء"
- راندا مصطفى بدور "شروق"
- محمود علامه بدور "اونسى"
- محمد فريد بدور "نصر الحراق"
- شريف دسوقي بدور "محمد"
- ميمي جمال بدور "نعمات"
- كريم لؤي بدور "محمود"